# Оуэн, Шивон
Шивон Оуэн (англ. Siobhan Owen; род. 4 октября 1993) — австралийская певица (сопрано) и арфистка из Аделаиды. Регулярно выступает на различных фестивалях и концертах по всей Австралии и в дальнем зарубежье. Отдаёт предпочтение преимущественно классической, кельтской и фолк-музыке, но время от времени играет и поёт джаз.

## Ранняя жизнь
Родилась 4 октября 1993 года в маленькой деревне на севере Уэльса Лланвайр-Пуллгуингилл. В ноябре 1995 года вместе со своей семьёй пербралась в Австралию. В юном возрасте Оуэн присоединилась в хору девочек Аделаиды (Young Adelaide Voices и St Aloysius College) и участвовала в школьном хоре, где была ведущей солисткой. В возрасте 9 лет начала обучаться классическому вокалу. Участвовала в своём первом фестивале «Айстедвод» в возрастной категории от 9 до 13 лет.

## Первые выступления
Первое сольное выступление Оуэн состоялось в 2003 году в возрасте 10 лет, когда она выступила в театрализованном танцевальном степ-шоу Riverdance, которое получило название «Shades of Green». Оно было организовано Аделаидской организацией ирландских танцев, гастролировавшей по театрам Южной Австралии. В возрасте 12 лет она исполнила свой первый моноспектакль, исполнив традиционные ирландские песни на Adelaide Festival Theatre, собравшем аудиторию в 2500 человек В том же году она поступила в St Aloysius College и стала солисткой хора в St. Francis Xavier’s Cathedral, где пела в течение трёх лет. В августе 2007 года, в возрасте 13 лет, Оуэн сделала первое выступление на мероприятии Recitals Australia. С тех пор она там выступает каждый год.

## Карьера
В 2008 году Оуэн привлекла внимание прессы, когда она выступила на Adelaide Fringe Festival вместе с французской певицей и арфисткой Сесиль Корбель, с которой познакомилась на Myspace. Оуэн была вдохновлена игрой Корбель на арфе и вскоре сама начала осваивать этот инструмент. Брала уроки игры у известной аделаидской певицы/арфистки Эммы Хорвуд и вскоре начала выступать на кельстких и фолк-фестивалях. Специально по заказу скрипичный мастер из Южной Австралии Тим Гастер сделал для неё 36-струнную кельтскую арфу. С этой арфой она выступила на следующих фестивалях:
- National Folk Festival (Australia)[англ.] — Канберра
- National Celtic Festival — Портарлингтон, Виктория
- Australian Celtic Festival — Гленн-Иннес[англ.], Новый Южный Уэльс
- Cygnet Folk Festival — Сигнет[англ.], Тасмания
- Tamar Valley Folk Festival — Тамар-Вэлли[англ.], Тасмания
- Woodford Folk Festival[англ.] — Вудфорд[англ.], Квинсленд
- Celtica Festival — Порт-Аделаида[англ.], Южная Австралия
- Kapunda Celtic Festival — Капунда[англ.], Южная Австралия
- Fleurieu Folk Festival — Уиллунга[англ.], Южная Австралия

Выступала на различных фестивалях в период с 2009 по 2012 годы и имеет ряд премий.

## Дискография
Purely Celtic (выпущен в мае 2008)
1. Hen Wlad Fy Nhadau (Land of My Fathers — Welsh)
2. Suo Gân[англ.] (Lullaby — Welsh)
3. My Lagan Love[англ.] (Ireland)
4. A Lullaby (Ireland)
5. The Skye Boat Song[англ.] (Scotland)
6. My Love is Like a Red, Red Rose[англ.] (Scotland)
7. Amazing Grace (England)
8. Siúil A Rúin (Walk My Love — Irish Gaelic)
9. She Moved Through the Fair[англ.] (Ireland)
10. My Little Welsh Home (Wales)
11. The Ash Grove[англ.] (Wales)
12. Danny Boy (Ireland)
13. Lilium (Lily — Latin)

Celestial Echoes (выпущен в сентябре 2009)
1. Dark Iniseoghan
2. In a Garden so Green
3. Ar Hyd y Nos[англ.]
4. Twilight Fancies
5. Nocturne
6. Down by the Salley Gardens[англ.]
7. Pie Jesu (Fauré)
8. Ye Banks and Braes of Bonny Doon
9. Lisa Lân[англ.]
10. En Prière
11. An Eriskay Love Lilta
12. Ave Maria (Schubert)
13. She Moved Through the Fair
14. Der Nussbaum (Robert Schumann, Myrthen, Op. 25, No. 3))
15. A Fairy’s Love Song
16. We’ll Keep a Welcome

Lilium (выпущен в декабре 2010)
1. My Little Welsh Home
2. Del Cabello Más Sutil
3. Dafydd y Garreg Wen[англ.]
4. I Dreamt I Dwelt in Marble Halls[англ.]
5. Cyfri'r Geifr[англ.]
6. If I Were a Blackbird
7. O mio babbino caro
8. Gartan Mother's Lullaby[англ.]
9. Mondnacht (Robert Schumann)
10. Lilium
11. You'll Never Walk Alone
12. Greensleeves
13. Isle of Innisfree[англ.]
14. May It Be
15. It's Only a Paper Moon

Storybook Journey (выпущен в июне 2012)
1. Cariad
2. Scarborough Fair
3. The Rose
4. A Ei Di’r Deryn Du
5. Walking in the Air
6. Fields of St Etienne
7. Llangollen Market[англ.]
8. Siúil A Rúin
9. Bring Him Home
10. Black Is the Colour[англ.]
11. Ближе, Господь, к Тебе
12. Dream a Dream[англ.]
13. Caledonia
14. Calon Lân[англ.]
15. Prayer
16. Sora Wo Aruku (Walking in the Air in Japanese)
17. Storybook Journey

Entwined (релиз ожидается в 2016)